# Линдюк Андрій Олександрович
Андрій Олександрович Линдюк (*14 грудня 1980, смт Маневичі, Волинська область*) — український економіст, науковець, громадський діяч. Кандидат економічних наук, доцент, завідувач кафедри міжнародних економічних відносин та маркетингових стратегій Львівського національного університету природокористування. Колишній голова Маневицької районної державної адміністрації (2015–2019). Автор понад 110 наукових публікацій, учасник міжнародних проєктів ЄС, науковий керівник аспірантів.

## Освіта
- 2003 — Львівський державний аграрний університет, спеціальність «Менеджмент організацій», кваліфікація — менеджер-економіст з правового забезпечення АПК.
- 2018 — Інститут вищих керівних кадрів НАДУ при Президентові України, спеціальність «Управління суспільним розвитком».

## Наукова діяльність
- 2009 — кандидат економічних наук, тема дисертації: «Формування та використання менеджерського персоналу сільськогосподарських підприємств».
- 2012 — доцент кафедри економічної теорії Львівського національного аграрного університету.
- З 2021 — завідувач кафедри міжнародних економічних відносин та маркетингових стратегій ЛНУП.

Автор понад 110 наукових праць, серед яких: колективні монографії, фахові статті, публікації у Scopus, навчальний посібник, англомовні публікації у міжнародних журналах. Керує аспірантами зі спеціальності «Менеджмент».

## Професійна діяльність

### Викладацька діяльність
- 2003–2013 — асистент, старший викладач, доцент, в.о. завідувача кафедри економічної теорії Львівського ДАУ.
- 2005–2007 — заступник декана економічного факультету Львівського ДАУ.
- 2013–2015 — доцент кафедри бухгалтерського обліку та аудиту Львівського НАУ.
- З 2021 — завідувач кафедри міжнародних економічних відносин та маркетингових стратегій Львівського НУП.

### Адміністративна діяльність
- 2014 — радник голови Волинська обласна державна адміністрація.
- 2015–2019 — голова Маневицька районна державна адміністрація Волинської області.
- 2020–2021 — начальник відділу освіти, культури, молоді та спорту Маневицької РДА.

## Проєкти
- 2016–2017 — координатор створення ЦНАП Маневицького району згідно проєкту ЄС «Центр надання адміністративних послуг як інноваційний інструмент взаємодії влади та громади».
- 2018–2019 — ініціатор та координатор реалізації проєкту «Дороги, що з’єднують польські та українські кордони» в рамках Програми транскордонного співробітництва «Польща–Білорусь–Україна 2014–2020» від України.

## Громадська діяльність
- 2001–2003 — голова ССО "Основа" ЛДАУ, голова Студентського наукового товариства ЛДАУ, заступник координатора студентських наукових товариств аграрних ЗВО України.
- 2005–2006 — голова Львівського обласного осередку молоді НПУ.
- 2015–2020 — депутат Маневицької районної ради.
- з 2019 — член Наглядової ради Львівського НАУ.
- з 2024 є дійсним членом Українська асоціація маркетингу

## Вибрані публікації
- Lyndyuk A., Boiko V., Bruh O., Olishchuk P., Rurak I. (2023). Development of international cooperation of the borderline territorial communities of Ukraine with the EU countries under martial law. Financial and Credit Activity: Problems of Theory and Practice, 5(52), 244–255. DOI
- Lyndyuk A., Havrylyuk I., Tomashevskii Y., Khirivskyi R., Kohut M. (2024). The impact of artificial intelligence on marketing communications: New business opportunities and challenges. Economics of Development, 23(4), 60–71. DOI
- Vaskivska K., Lyndyuk A., Danyliuk O., Kucher A., Vaskivskyy Y. (2023). Management of Business Activity of Territorial Communities: Case of Ukraine. Journal of Environmental Management and Tourism, 14(3), 657–669. DOI

## Відзнаки
- Заслужений працівник Львівський національний університет природокористування
- Іменна стипендія Верховної Ради України (2001) — Постанова №303/555.

## Зовнішні посилання
- Google Scholar
- Scopus
- ORCID
- Кафедра на сайті ЛНУП
- Офіційний сайт ЛНУП